# 셀렝게 프레스
셀렝게 프레스는 울란바토르를 연고로 하는 몽골의 축구단이다. 현재 몽골 내셔널 프리미어리그에 참가하고 있다.